# Szodemun állomás
Szodemun (Seodaemun) állomás a szöuli metró 5-ös vonalának állomása Csongno-ku (Jongno-gu) kerületben. Nevét a város egyik Csoszon (Joseon)-kori kapujáról kapta.

## Viszonylatok
| 5-ös vonal                                            | 5-ös vonal | 5-ös vonal                                                                       |
| ----------------------------------------------------- | ---------- | -------------------------------------------------------------------------------- |
| Cshungdzsongno (Chungjeongno) Panghva ( Banghwa) felé | fő vonal   | Kvanghvamun (Gwanghwamun) Szangil-tong (Sangil-dong) vagy Macshon (Macheon) felé |